# Agrionoptera bartola
Agrionoptera bartola är en trollsländeart som beskrevs av James George Needham och Gyger 1937. Agrionoptera bartola ingår i släktet Agrionoptera och familjen segeltrollsländor. Inga underarter finns listade i Catalogue of Life.